# باغاغا
باغاغا (به لاتین: Baghagha) یک منطقهٔ مسکونی در سنگال است که در بیگنونا واقع شده‌است. باغاغا ۷۷۰ نفر جمعیت دارد.